# Station Kildonan
Station Kildonan (Engels: Kildonan railway station) is het spoorwegstation van de Schotse plaats Kildonan. Het station ligt aan de Far North Line en is geopend in 1874.